# Melavargula
Melavargula is een geslacht van kreeftachtigen uit de klasse van de Ostracoda (mosselkreeftjes).

## Soorten
- Melavargula japonica Poulsen, 1962
- Melavargula nana Poulsen, 1962